# 추억의 검정고무신
"추억의 검정고무신"(The Precious memory of Gogo Brothers)은 한국에서 제작된 송정율, 송요한 감독의 2020년 애니메이션 영화이다. 박지윤 등이 주연으로 출연하였다.

## 출연
- 박지윤: 기영
- 오인실: 기철
- 유해무: 할아버지
- 손정아: 할머니
- 박영재: 아빠
- 오수경: 엄마
- 배정미: 도승
- 선은혜: 성철
- 최정호: 땡구
- 서지연: 오덕, 벼순이
- 석승훈: 벼돌이
- 홍진욱: 내레이션, 배동석